# East Tawakoni, Texas
East Tawakoni là một thành phố thuộc quận Rains, tiểu bang Texas, Hoa Kỳ. Năm 2010, dân số của xã này là 883 người.

## Dân số
- Dân số năm 2000: 775 người.
- Dân số năm 2010: 883 người.